# Everquest

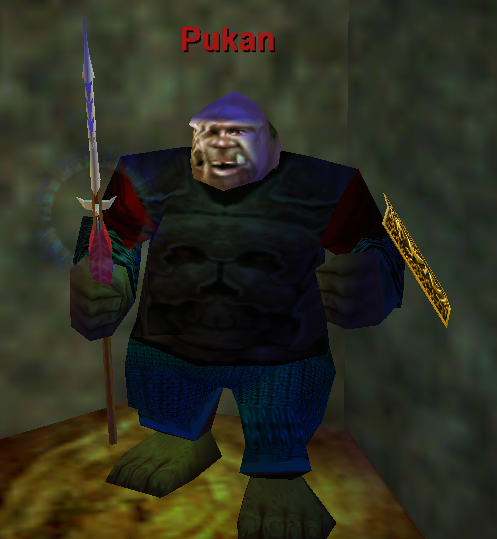
En figur i spelet

EverQuest (EQ) är ett onlinespel skapat av Verant Interactive och släppt av Sony Online Entertainment den 16 mars 1999. Det är ett så kallat MMORPG (massively multiplayer online role-playing game), ett datorrollspel som utspelar sig i realtid i en 3D-miljö som delas av tusentals samtidiga användare. Populärast är det i USA men det finns spelare i hela världen. Sony Online Entertainment rapporterar cirka 450 000 betalande spelare 2004.
Spelet är i sin grund baserat på att förbättra sin figur (avatar) och samla utrustning. Under tiden har man möjlighet att träffa andra spelare och uppleva spännande äventyr. Figurerna har olika förmågor och kompletterar varandra. Samtal mellan spelare (chat) är en viktig komponent i spelupplevelsen och många spelare bygger upp varaktiga vänskapsrelationer.
Spelets värld, som heter Norrath, består i huvudsak av fem kontinenter vid namn Antonica, Faydwer, Kunark, Velious och Odus.
Omkring spelet har en stor marknad skapats där spelare – emot Sonys uttryckliga regelverk – handlar med utrustning och figurer.
Speltypen MMORPG har rötter i MUD, i Everquests fall framför allt DikuMUD. Officiellt releasedatum för EverQuest II är 8 november 2004, men det ursprungliga spelet finns fortfarande att köpa och spela.
Värt att notera är också att det i USA finns hjälpföreningar för de som blivit beroende av onlinespel och deras anhöriga.

## Expansioner
Efter originalspelet har det släppts ett antal expansioner:
1. The Ruins of Kunark (Mars 2000)
2. The Scars of Velious (December 2000)
3. The Shadows of Luclin (December 2001)
4. The Planes of Power (Oktober 2002)
5. The Legacy of Ykesha (Mars 2003)
6. Lost Dungeons of Norrath (September 2003)
7. Gates of Discord (Februari 2004)
8. Omens of War (September 2004)
9. Dragons of Norrath (Februari 2005)
10. Depths of Darkhollow (September 2005)
11. Prophecy of Ro (Februari 2006)
12. The Serpents Spine (September 2006)
13. The Buried Sea (Februari 2007)
14. The Secrets of Faydwer (November 2007)
15. Seeds of Destruction (Oktober 2008)
16. Underfoot (December 2009)
17. House of Thule (Oktober 2010)
18. Veil of Alaris (November 2011)
19. Rain of Fear (November 2012)
20. Call of the Forsaken (Oktober 2013)
21. The Darkened Sea (Oktober 2014)
22. The Broken Mirror (November 2015)
23. Empires of Kunark (November 2016)
24. Ring of Scale (December 2017)
25. The Burning Lands (December 2018)

## Återuppleva svunnen tid
Under senare delen av 2009 startade en ansamling entusiaster ett projekt att försöka återskapa en spelbar och gratis server, så som spelet såg ut vid introduceringen 1999. Projektet kallades "Project 1999" (med anspelning på det officiella året för release). Intresset för projektet växte bland tidigare spelare som bland annat ville minnas tiden då spelet enligt många var bättre och mer balanserat, och monster, utrustning och sk. quests som tagits bort under årens lopp. Projektet finns fortfarande kvar och drivs av diverse personer med pseudonamn. Projektet försöker följa de exakta datum för uppdateringar och releaser av expansioner som speltillverkaren gjort.